# Orso di Bobone

Stemma originario degli Orsini

Orso di Bobone (1136 circa – 1207) è stato un politico italiano ed è considerato il capostipite della famiglia romana degli Orsini.

## Biografia
Era figlio di Bobone di Pietro e nipote di papa Celestino III, al secolo Giacinto di Pietro di Bobone. Fu tra i senatori di Roma prima del 1207.

## Discendenza
Sposò Gaetana Gaetani, figlia di Crescenzio di Gaeta ed ebbero cinque figli:
- Matteo (1158-?),[5] senatore di Roma
- Giacomo (1164-?)[6]
- Gian Gaetano (1145 circa-1232),[7] signore di Vicovaro e Nettuno
- Napoleone (1161-?),[8] condottiero
- N.N.